# Пикард-Кембридж, Фредерик Октавиус
Фредерик Октавиус Пикард-Кембридж (англ. Frederick Octavius Pickard-Cambridge) (3.11.1860, Warmwell, Дорсет — 9.2.1905, Уимблдон, Лондон) — английский арахнолог. Племянник английского арахнолога Октавиуса Пикард-Кембриджа (1828—1917).
Ф. О. Пикард-Кембридж родился в Warmwell (Дорсет), где его отец был ректором. Окончил Оксфордский университет. Описал многие роды и виды (Brachypelma smithi) пауков. Его смерть наступила в результате самоубийства (он застрелился).